# Sebastião Gonçalves Tibau

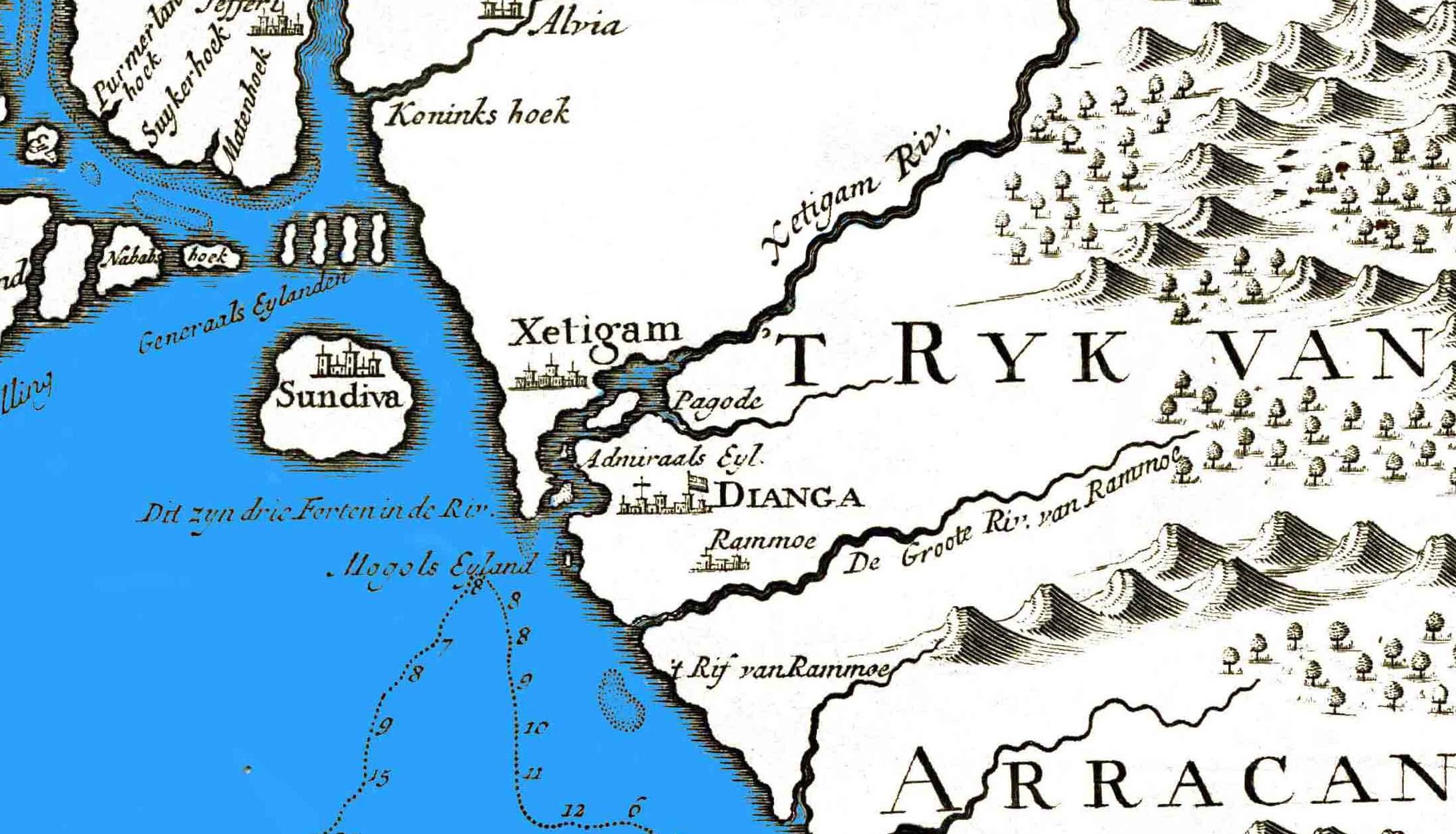
Trecho de um mapa de 1724, onde aparece a ilha de Sundiva, Dianga, e "Xetigam" (Chatigão) no golfo de Bengala, sítio das façanhas de Tibau

Sebastião Gonçalves Tibau (ou Sebastião Gonçalves Tibao) (Loures, Santo Antão do Tojal, c. 1587 – 1616) foi um aventureiro e pirata flibusteiro português do século XVII que, na região da atual Birmânia e antigo Reino do Pegu, chegou, pelo seu tino, valor pessoal, ambição e falta de escrúpulos, a senhorear-se do antigo Reino ou território de Sundiva, onde foi proclamado Rei e onde se manteve por largos anos, até que a desgraça o alcançou.

## Inícios
Era natural de Santo Antão do Tojal, filho de pais humildes (embora os Tibau fossem originalmente da Nobreza), e embarcou para a Índia em 1605, após o que desertou do serviço da Coroa, seguindo logo para Bengala como simples soldado raso na Armada da Índia desse ano. A região do golfo de Bengala, onde governaram numerosos potentados indígenas, sempre em luta de rivalidades, e onde os Portugueses, idos de Goa e de Malaca, escapavam à disciplina e à vigilância das autoridades Portuguesas, enchera-se, assim, de fugidos à Justiça, ou levantados, como então se dizia, que sabiam encontrar, naquele ambiente, meios seguros de fazer a sua vida, servindo indistintamente, uns contra os outros, os Chefes locais.
Sebastião Gonçalves Tibau começou por ser Feitor numas embarcações de sal, o maior negócio da região, e, amealhando alguns recursos, adquiriu uma jalea, embarcação miúda que servia para o comércio e para o ataque, em rios e estuários. Enchendo-a de fazenda, começou negociando por sua conta no Reino de Aracan ou Arracão, onde reinava um Sultão designado por Mogo, e estabelecendo-se em Dianga que, na época, fazia parte do referido Reino de Arracão.

## Massacre de Dianga
O mercenário português Filipe de Brito e Nicote, que se apoderara e reinava em Siriam ou Sirião, e se tornara independente do Rei de Arracão, Min Raza Gyi, pretendeu também, em 1607, apossar-se de Dianga, resultando daí, na sequência da revolta, uma vingança do Sultão Birmanês, que fez trucidar os Portugueses que ali comerciavam. Este último fez massacrar não só o próprio filho de Filipe de Brito e Nicote (mandado em Embaixada pelo pai), mas cerca de 600 habitantes Portugueses de Dianga. Da matança escapou Sebastião Gonçalves Tibau. Um pequeno número de Portugueses conseguiu escapar, estabelecendo-se numa ilha na foz do Ganges. Um deles era Sebastião Gonçalves Tibau.

## Sundiva
Na próxima ilha de Sundiva ou Sandwip, no golfo de Bengala, de 18 léguas quadradas, habitada por alguns Portugueses e muitos cristãos da terra, falecera o Regedor, um certo Manuel de Matos, e, imediatamente, um mouro de nome Fatecan, pretendeu apoderar-se da ilha, trucidando os Portugueses e seus auxiliares que lá viviam. Pouco depois do massacre de Dianga, e ainda em 1607, Sebastião Gonçalves Tibau, com 400 Portugueses, atacou e conquistou, entretanto, a ilha. No mar erravam alguns navios Portugueses, e contra eles se dirigiu o mouro, levando no seu barco uma grande bandeira em que se lia Fatecan, por Graça de Deus, Senhor de Sundiva, derramador de sangue cristão e destruidor da Nação Portuguesa. No encontro marítimo com o pequeno grupo das embarcações Portuguesas, quis a sorte que estas ficassem vitoriosas. Os Portugueses, derrotado e morto Fatecan, elegeram seu Chefe a Sebastião Gonçalves Tibau que, assim, ficou Senhor ou Rei de Sundiva, resistindo aos ataques dos inimigos com a gente que tinha a seu lado, Portugueses e nativos, com as alianças que estabelecia com uns ou com outros dos Chefes locais, inclusive arregimentando Espanhóis que levavam, por este Sudeste Asiático, a mesma vida aventureira de muitos Portugueses.
Os esforços de Sebastião Gonçalves Tibau para que o seu Trono fosse reconhecido pelo Governo Português, quer o central de Lisboa quer o de Goa, não surtiram efeito pois, tanto em Lisboa como em Goa, não se prestavam ao seu jogo interesseiro e sempre se desconfiava das aventuras dos chatins (negociantes), que enriqueciam depressa. Fundou então em Sundiva uma República de Piratas (cerca de 3000), da qual ainda hoje existem descendentes. Nos mares de Bengala, comanda uma formidável Esquadra de piratas. Governava a ilha como um Rei independente, tendo sob seu comando uma força de 1000 portugueses. Também ocupou as ilhas de Dakhin, Shahbazpur e Patelbanga. Com isto dedicava-se à pirataria espalhando a violência e o terror nos mares de Bengala. Faziam tanto medo estes piratas que um historiador do Grão-Mogol, Shiad-ud-din Talish, diz que «se cem navios (dos marinheiros da frota de Bengala) vissem quatro só que fossem dos outros (dos portugueses), as tripulações consideravam-se muito felizes se pudessem salvar-se pela fuga…».
Sebastião Gonçalves Tibau indianizara-se sem, todavia, perder contacto com a sua Pátria. Em 1607, tomando partido pelo Rei de Anapuran, irmão do Rei de Aracan, recolheu uma filha daquele, converteu-a ao Cristianismo e desposou-a, herdando, assim, avultadas riquezas e territórios, ao mesmo tempo que promovia o casamento da Rainha Viúva de Anapuran com seu irmão António Gonçalves Tibau.

## Guerra contra Arracão
Invadia nesse tempo Bengala o Grão-Mogol da Índia, que se defrontava com o Reino de Aracan. Tibau tomou o partido de Aracan porque, na ocasião, assim lhe convinha, sem medir as consequências futuras. Todavia, cedendo a ódios antigos, Tibau traiu o aliado e, encurralando a Frota de Aracan na foz dum rio, entregou-a ao Grão-Mogol, ajudando este a degolar e escravizar os subordinados de Aracan, e apossando-se de terras e riquezas. O Rei de Aracan jurou a sua perda, espetou vivo um sobrinho de Tibau e preparou-se para o destruir.
Em 1615, não lhe restando recursos e pensando em conquistar Arracão, Tibau pediu a ajuda de Goa e apelou para o Vice-Rei, propondo um tributo. O Vice-Rei D. Jerónimo de Azevedo logo aceitou, e enviou em seu socorro uma Armada de 14 galeotas, uma urca e um patache, e por Capitão-Mor D. Francisco de Meneses, o Roxo, que já tinha sido Governador de Ceilão. A armada chegou em Outubro a Arracão, e logo (como lhe tinha ordenado o Vice-Rei) atacou a Frota Arracanesa do Rei Min Khamon, reforçada por uma frota Holandesa, sem esperar pela Frota de Tibau, como estava previsto com este. Em dois combates sucessivos, a Armada Portuguesa conseguiu varrer os de Aracan. Mas os Arracaneses, muito numerosos, levaram a melhor no primeiro combate e, quando chegou Tibau, furioso, atacaram de novo, e acabaram por vencer. Na batalha morreram muitos Nobres Portugueses, entre eles D. Francisco de Meneses, sucedendo-lhe o Almirante D. Luís de Azevedo, irmão do Vice-Rei.
Pouco depois D. Luís de Azevedo voltou para Goa, com a maioria do exército, deixando Tibau com poucas forças e ficando, novamente, à mercê dos seus inimigos. Andavam já na região os holandeses, em guerra pérfida contra os portugueses, e a eles se aliaram os chefes nativos, revoltados contra a influência lusitana. Em 1616, Sebastião Gonçalves Tibau foi derrotado pelo Rei de Arracão, que invadiu e tomou posse de Sundiva. Escapado milagrosamente do combate naval, mas abandonado dos Portugueses, a quem já cedera o seu Reino de Sundiva, odiado dos naturais e ameaçado pelos Holandeses, aliados aos Soberanos indígenas, caiu Sebastião Gonçalves Tibau em decadência, não constando se teria morrido nos seus antigos domínios ou regressado a Goa com o que lhe restasse da sua antiga fortuna. Após a derrota de Tibau, os portugueses da Bengala Oriental (fora do controle de Goa) continuaram a dedicar-se à pirataria. Com as lutas acesas contra Holandeses e Ingleses, os domínios Portugueses da Birmânia foram-lhe sofrendo as consequências. Transitoriamente dependente do Sirião Português, o velho Reino de Sundiva de Sebastião Gonçalves Tibau seguiu a sorte de todo o Pegu e, com o desaparecimento dos seus aventureiros, os Chefes Filipe de Brito e Nicote e Sebastião Gonçalves Tibau, apenas ficaram na História do Oriente Português, aquele como Rei de Sirião e este como Rei de Sundiva.
Tinha um irmão, António de Carvalho Tibau, também capitão de grande valentia: "chegou (…) com cinco jalias a brigar com cento do rei de Arracão, e não somente vencê-las, mas ainda tomar-lhas todas".
Deixou pelos menos um filho, que levou o mesmo nome, e um sobrinho, também do mesmo nome (Gonçalves Tibau), que Sebastião Manrique encontrou na sua estadia em Dianga, e que o acompanhou na sua visita ao Rei de Arracão Sirisudhammaraja, em Mrauk-U, em 1630.